# Zodarion emarginatum
Zodarion emarginatum är en spindelart som först beskrevs av Simon 1873.  Zodarion emarginatum ingår i släktet Zodarion och familjen Zodariidae. Inga underarter finns listade i Catalogue of Life.